# Newgrange
Di chỉ khảo cổ Newgrange là một di chỉ khảo cổ nằm ở thung lũng Boyne, Ireland. Năm 1993, UNESCO đã công nhận Di chỉ khảo cổ Newgrange là di sản thế giới.
Đồi nghĩa trang Newgrange là một trong những đài tưởng niệm thời tiền sử ấn tượng nhất ở Châu Âu, có thể sánh ngang hàng với Stonehenge và đền Ggantija. Nó từng là nơi chôn cất của các vì vua dòng Tara, nó đã được xây dựng rất lâu khoảng 3200 trước công nguyên. Những nhà khảo cổ hiện đại cho rằng chắc hẳn nó được sử dụng như đài quan sát mặt trời, nếu vậy nó sẽ là đài quan sát thiên văn xưa nhất thế giới.

#### Lịch sử của Newgrange
Vào năm 1699, một chủ đất địa phương tên là Charles Campell, ra lệnh cho những người làm của mình di dời những tảng đá từ một chiếc gò khổng lồ hình tròn để xây dựng một con đường và không bao lâu sau đó họ tình cờ phát hiện thấy cửa vào một hành lang tối tăm dài đến 18m với những bức tường thành làm bằng đá khổng lồ nó dẫn dến một hầm mộ có mái đòn chìa vươn thẳng lên như một ống khói. Nhà khảo cổ người xứ Wales, Edward Lhwyd đã xem xét các hầm mộ không bao lâu sau đó. Dường như ông cho rằng nó là một "hang động" và ông lưu ý hình thức phong phú của sự chạm khắc trên đá, đặc biệt là những hình tròn xoán ốc, các biểu tượng cùng một chủ đề trong nghệ thuật hầm mộ và ba hốc đá bí mật chứa những "bồn tắm" hoặc phòng tắm bằng đá. những tảng đá lớn được mài nhãn được xếp đặt với độ chính xác hết sức lạ lùng, công việc này được thực hiện như thế nào vẫn còn trong vòng bí mật.

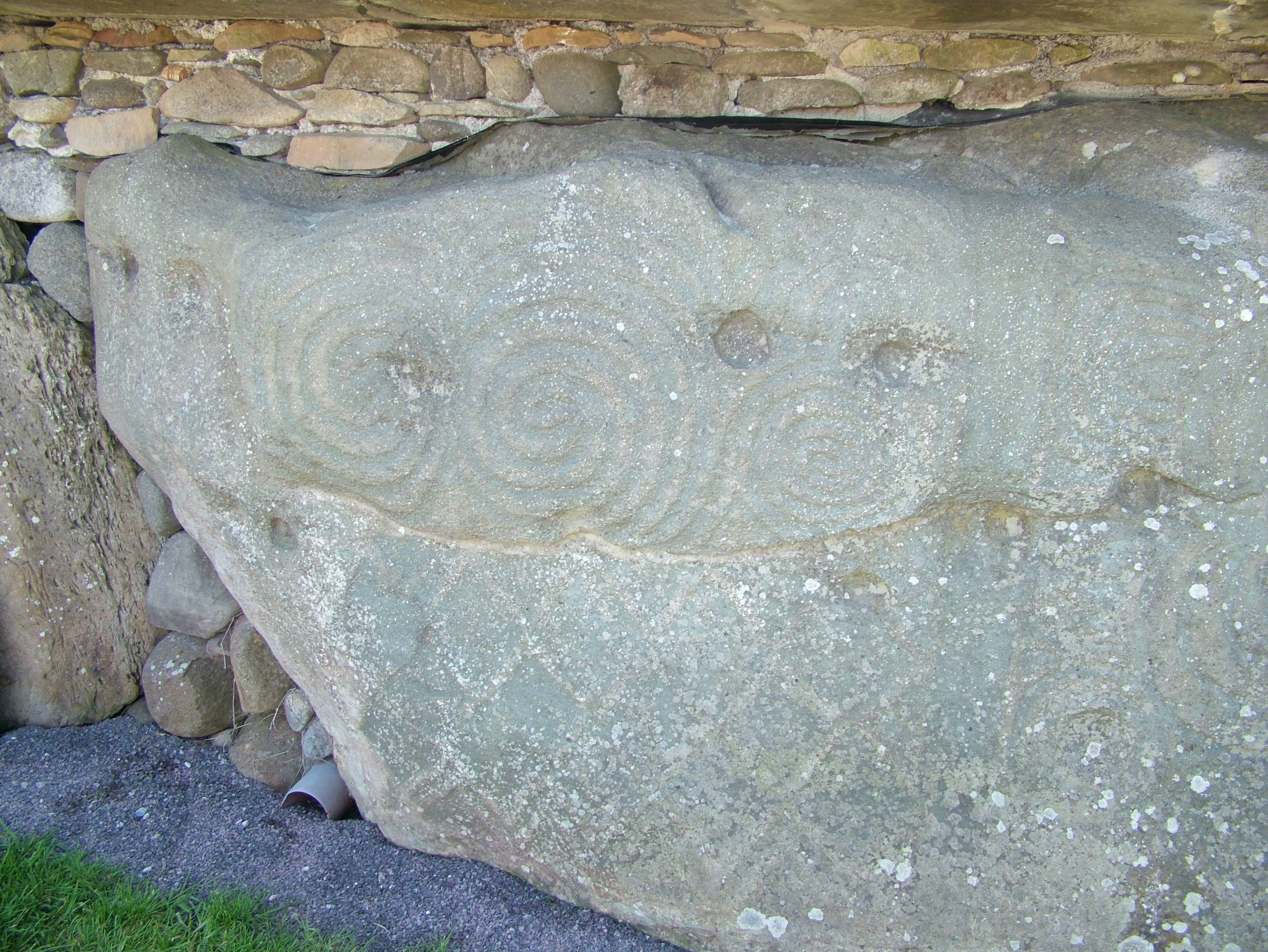
một tảng đá dặt trước cổng vào Newgrange

Nhà khảo cổ Lhwyd kết luận rằng đó là "một nơi chôn cất hoặc tế thần dành cho người Ireland cổ đại. Những người khác cũng suy đoán về cách sử dụng nó, vào năm 1725, Thomas Molyneux  tuyên bố rằng nó do người Đan Mạch  xâm lăng xây dựng nó vào thời Trung Cổ. Sau đó, những nhà khảo cổ khác suy đoán rằng nó có thể do người Ai Cập hay Ấn Độ xây dựng. Vào năm 1926, Michael O'Kelly  phục hồi di tích này cẩn thận và cho thấy sự thẳng hàng về thiên văn rất rõ ràng: vào lúc bình minh của ngày Đông Chí, một dường ánh sáng bàng cây bút chì chỉ đi vào mái nhà và toàn bộ tỏa sáng hết sức ấn tượng, cùng một sự thảng hàng được phát hiện ở hai ngọn đồi gần đó. Theo truyền thống địa phương, đề cập dến Negrange như Bruna Boinne - Cung của Boyne; một số người nói nó là đền thờ của thần Mặt Trời Dagda

#### Quá trình xây dựng
Giống như Stonehenge và các kim tự tháp Ai Cập, Newgrange dùng sức lao động của một lượng nhân công rất lớn. Phấn hoa nơi hầm mộ cho biết rằng nơi này từng có rừng bao bọc, người ta phát quang một phần khu rừng đó để xây Newgrange, có lẽ mộ phần và hành lang được xây dựng trước tiên với những phiết đá khổng lồ, sau đó được bao bọc bằng những ụ đá phẳng khổng lồ. Kế tiếp, 35 cột đá dựng xếp quanh ụ đá để thành một vòng tròn lớn (theo các nhà khảo cổ thì có thể phần này đã xuất hiện rất lâu trước khi có ngôi mộ). Những phiết đá dẹp được đặt phía trong tạo nên một hình ôvan bên trong.

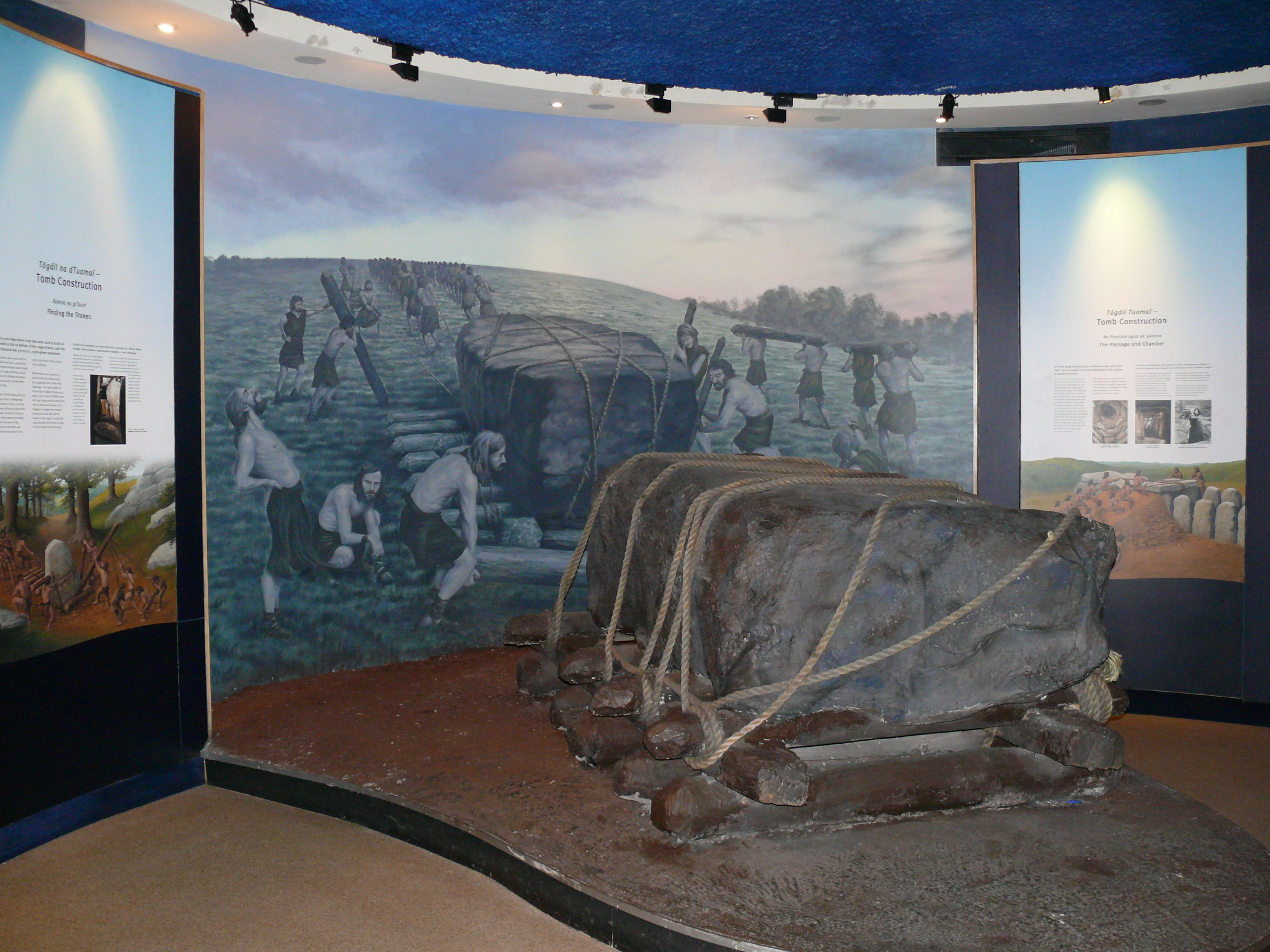
quá trình xây dựng

Gò đất vĩ đại này, tương tự như những cái ở vùng Bắc Mĩ với độ cao 12m trên toàn bộ công trình kiến trúc. Người ta bổ sung thêm mặt trước bằng đá granit  của những ụ đá, như vậy toàn bộ gò đất dược bao bọc bằng một lớp thạch anh trắng bóng. Chắc chắn nó sẽ là một cảnh tượng kì lạ khi người ta trông thấy nó từ xa. Martin Brenan tranh luận rằng nếu như vậy thì Newgrange được xây dựng quá công phu và tỉ mỉ khi dùng nó cho mục đích mai táng (một ngôi mộ)  đồng thời nó cũng là một đài thiên văn quan sát Mặt trời của đền thờ. Nó có nhiều vòng tròn xoắn ốc và những tia sáng dược cho là mặt trời, tuy nhiên người ta cũng phát hiện có nhiều xương  người trong sân nhà có thể đây là xương của những người bị hiến tế trong một nghi lễ dã mang nào đó cũng có thể là xương của những người thân thuộc của họ được chôn cất ở đây vậy, Newgrange là một thánh địa được sử dụng cho mục đích như là một hầm mộ đồng thời củng là đài quan sát thiên văn